# Ingelstads församling
För andra betydelser, se Ingelstads församling (olika betydelser).
Ingelstads församling är en församling i Växjö pastorat, Växjö domkyrkokontrakt i Växjö stift, Växjö kommun, Kronobergs län.

## Administrativ historik
Församlingen bildades 2014 genom sammanläggning av Östra Torsås, Nöbbele, Uråsa och Jäts församlingar och ingår sedan dess i Växjö pastorat.

## Kyrkor
- Östra Torsås kyrka
- Nöbbele kyrka
- Uråsa kyrka
- Jäts gamla kyrka
- Jäts nya kyrka.